# 2011 في الإمارات العربية المتحدة
فيما يلي قوائم الأحداث التي وقعت خلال عام 2011 في الإمارات العربية المتحدة.

## رياضة
- 13 نوفمبر – جائزة أبوظبي الكبرى 2011 الفائز لويس هاملتون.

## أفلام
من الأفلام التي صدرت هذه السنة في الإمارات العربية المتحدة:
- 1 يناير – ظل البحر من إخراج نواف الجناحي.

## موسيقى

### ألبومات
من الألبومات التي صدرت هذه السنة في الإمارات العربية المتحدة:
- 1 يناير – بنت أصول من غناء ديانا حداد.

## وفيات

### سبتمبر
- 25 سبتمبر – ذياب عوانة (مواليد 1990) لاعب كرة قدم إماراتي.